# Dominik Distelberger
Dominik Distelberger (né le 16 mars 1990 à Scheibbs) est un athlète autrichien, spécialiste des épreuves combinées.

## Biographie
Il remporte la médaille d'argent du 110 m haies lors du Festival olympique de la jeunesse européenne 2007.
Il bat son record du décathlon du meeting de Götzis en mai 2016, avec 8 175 points, et se qualifie pour les Jeux olympiques de Rio. Il ne termine pas le décathlon des Championnats d'Europe 2016 à Amsterdam, après avoir été 15e de ceux de 2012, avec 7 611 points et 12e de ceux de 2014 avec 7 942 points.

## Palmarès
| Date | Compétition                          | Lieu           | Résultat | Épreuve     | Points    |
| ---- | ------------------------------------ | -------------- | -------- | ----------- | --------- |
| 2007 | Festival olymp. de la jeunesse euro. | Belgrade       | 2e       | 110 m haies | 13 s 85   |
| 2007 | Championnats du monde cadets         | Ostrava        | 10e      | Octathlon   | 5 830 pts |
| 2009 | Championnats d'Europe juniors        | Novi Sad       | 7e       | Décathlon   | 7 396 pts |
| 2011 | Championnats d'Europe espoirs        | Ostrava        | 7e       | Décathlon   | 7 735 pts |
| 2012 | Championnats d'Europe                | Helsinki       | 15e      | Décathlon   | 7 611 pts |
| 2013 | Championnats d'Europe en salle       | Göteborg       | 11e      | Heptathlon  | 5 623 pts |
| 2014 | Championnats d'Europe                | Zurich         | 12e      | Décathlon   | 7 942 pts |
| 2015 | Jeux européens                       | Bakou          | 3e       | Longueur    | 7,30 m    |
| 2016 | Championnats d'Europe                | Amsterdam      | —        | Décathlon   | DNF       |
| 2016 | Jeux olympiques                      | Rio de Janeiro | 19e      | Décathlon   | 7 954 pts |
| 2017 | Championnats d'Europe en salle       | Belgrade       | 4e       | Heptathlon  | 6 063 pts |
| 2017 | Championnats du monde                | Londres        | 17e      | Décathlon   | 7 857 pts |
| 2018 | Championnats du monde en salle       | Birmingham     | 8e       | Heptathlon  | 5 908 pts |
| 2018 | Championnats d'Europe                | Berlin         | —        | Décathlon   | DNF       |

## Records personnels
| Épreuve           | Performance   | Lieu                  | Date                                 |
| ----------------- | ------------- | --------------------- | ------------------------------------ |
| 100 m             | 10 s 54       | Ostrava               | 14 juillet 2011                      |
| Saut en longueur  | 7,74 m        | Villach               | 10 juillet 2010                      |
| Lancer du poids   | 13,76 m       | Götzis                | 28 mai 2016                          |
| Saut en hauteur   | 2,00 m        | Götzis                | 31 mai 2014                          |
| 400 m             | 47 s 25       | Götzis                | 29 mai 2010                          |
| 110 m haies       | 14 s 19       | Paris                 | 1er juillet 2017                     |
| Lancer du disque  | 45,65 m       | Vienne                | 25 août 2015                         |
| Saut à la perche  | 5,00 m        | Götzis Londres Götzis | 29 mai 2016 12 août 2017 26 mai 2019 |
| Lancer du javelot | 61,83 m       | Rio de Janeiro        | 18 août 2016                         |
| 1 500 m           | 4 min 27 s 10 | Ratingen              | 20 juin 2010                         |
| Décathlon         | 8 175 pts     | Götzis                | 29 mai 2016                          |

| Épreuve          | Performance   | Lieu     | Date            |
| ---------------- | ------------- | -------- | --------------- |
| 60 mètres        | 6 s 83        | Vienne   | 20 février 2010 |
| Saut en longueur | 7,63 m        | Linz     | 27 février 2010 |
| Lancer du poids  | 13,70 m       | Vienne   | 23 janvier 2016 |
| Saut en hauteur  | 2,02 m        | Vienne   | 20 février 2010 |
| 60 mètres haies  | 7 s 80        | Belgrade | 5 mars 2017     |
| Saut à la perche | 5,10 m        | Belgrade | 5 mars 2017     |
| 1 000 mètres     | 2 min 40 s 42 | Vienne   | 4 février 2018  |
| Heptathlon       | 6 063 pts     | Belgrade | 5 mars 2017     |